# فيكتور موراليس (لاعب كرة قدم)
فيكتور موراليس (بالإنجليزية: Víctor Morales)‏ هو لاعب كرة قدم بليزي، ولد في 11 يوليو 1982 في بليز. شارك مع منتخب بليز لكرة القدم. أما مع النوادي، فقد لعب مع San Pedro Seadogs FC ‏.

## وصلات خارجية
- فيكتور موراليس على موقع قاعدة بيانات كرة القدم.إي يو (الإنجليزية)
- فيكتور موراليس على موقع ناشيونال فوتبول تيمز (الإنجليزية)